# Theodor Hildebrandt

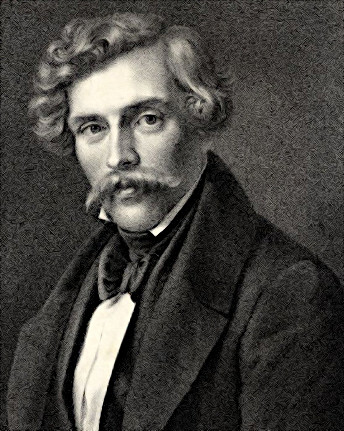
Theodor Hildebrandt

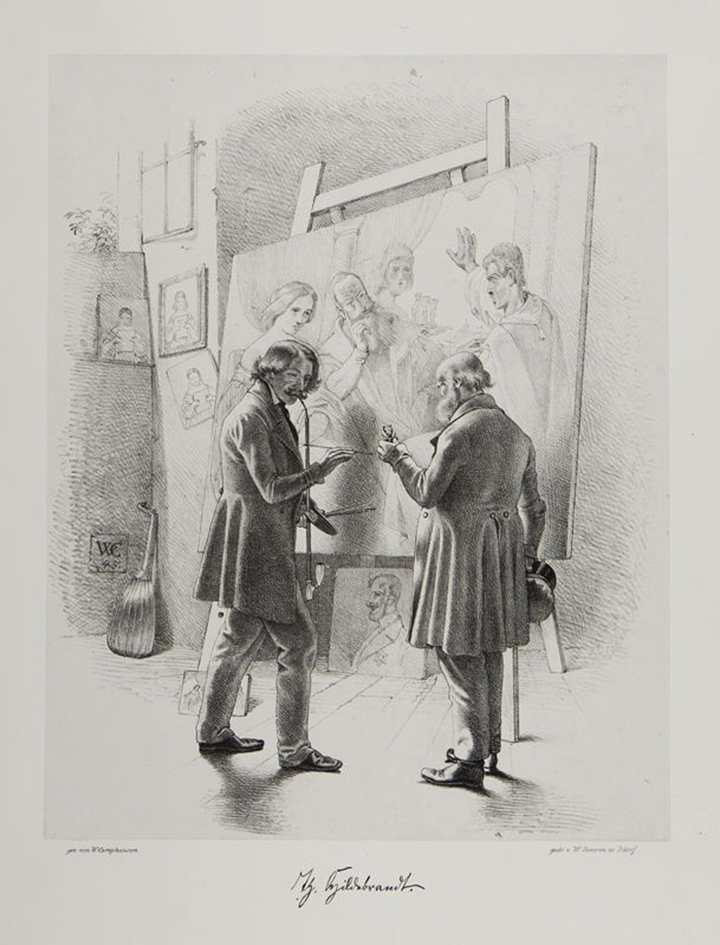
Hildebrandt in seinem Atelier, „Othello und Desdemona“ malend, Lithografie von Wilhelm Severin nach einer Zeichnung von Wilhelm Camphausen in Schattenseiten der Düsseldorfer Maler, 1845

Ferdinand Theodor Hildebrandt (* 2. Juli 1804 in Stettin; † 29. September 1874 in Düsseldorf) war ein deutscher Maler und Koleopterologe. Er war ein wichtiger Vertreter der Düsseldorfer Malerschule.

## Leben
Geboren in Stettin als Sohn eines Buchbindermeisters, ging Hildebrandt mit sechzehn Jahren 1820 an die Kunstakademie nach Berlin. Hier wurde er Schüler zunächst von Johann Gottfried Niedlich, ab 1823 dann von Wilhelm Schadow. Als Schadow 1826 an die Kunstakademie Düsseldorf berufen wurde, wechselte Hildebrandt zusammen mit Julius Hübner, Carl Friedrich Lessing, Heinrich Mücke, Christian Köhler und Carl Ferdinand Sohn ebenfalls nach Düsseldorf. Nachdem er seine Studien in Düsseldorf abgeschlossen hatte, bekam er dort im Herbst 1831 eine Anstellung als Hilfslehrer. Gut vier Jahre später ernannte man ihn zum Professor, und als solcher wurde er mit der Zeit zu einem einflussreichen Dozenten der Düsseldorfer Malerschule.
Hildebrandt war maßgeblich an der Gründung des Künstlervereins Malkasten beteiligt. Im Jahre 1845 illustrierte Wilhelm Camphausen ihn in seinem Atelier Othello und Desdemona malend.
1854 erkrankte er an einem Gemütsleiden und konnte seitdem nur noch zeitweise arbeiten. Von 1866 bis 1869 leitete er noch einmal eine Meisterklasse. Nachdem er aber ein langwieriges Gehirnleiden überstanden hatte, erreichte er die frühere Bedeutung nicht mehr. Die letzten Jahre seines Lebens war er sehr krank, und es entstand kein einziges Bild mehr. Hildebrandt starb im Alter von 70 Jahren am 29. September 1874 in Düsseldorf und fand auf dem Golzheimer Friedhof seine letzte Ruhestätte.
Hildebrandt wurde mit dem Roten Adlerorden IV. Klasse ausgezeichnet.
Im 19. Jahrhundert begann die systematische Erforschung der Insektenfauna von Düsseldorf und Umgebung. So untersuchten Theodor Hildebrandt und Julius Eduard Braselmann (1810–1872), Lehrer an der evangelischen Freischule in Düsseldorf, ab 1830 die Käferfauna von Düsseldorf. In der 1847 veröffentlichten „Übersicht der Käferfauna der Rheinprovinz“ von Arnold Förster wurden auf 120 Seiten 2747 Käferarten aufgelistet, davon 1400 für das Stadtgebiet von Düsseldorf, mit Hildebrandt und Braselmann als Gewährsmännern. Hildebrandt besaß eine sehr große Sammlung an Käfern. 1851 wurde er von dem noch Studenten Gustav Kraatz von Bonn aus besucht, welcher in 1856 Gründungsmitglied des „Entomologischen Vereins Berlin“ wurde.
Theodor Hildebrandt hatte acht Kinder, drei Söhne und fünf Töchter. Seine Tochter Friederike Auguste (* 27. August 1837) wurde auch Malerin. Sie heiratete in 1861 Wilhelm Eduard Voss. Sein Sohn Johann Maria Hildebrandt (1847–1881) wurde Botaniker und Forschungsreisender.

## Meisterstücke und Rezeption

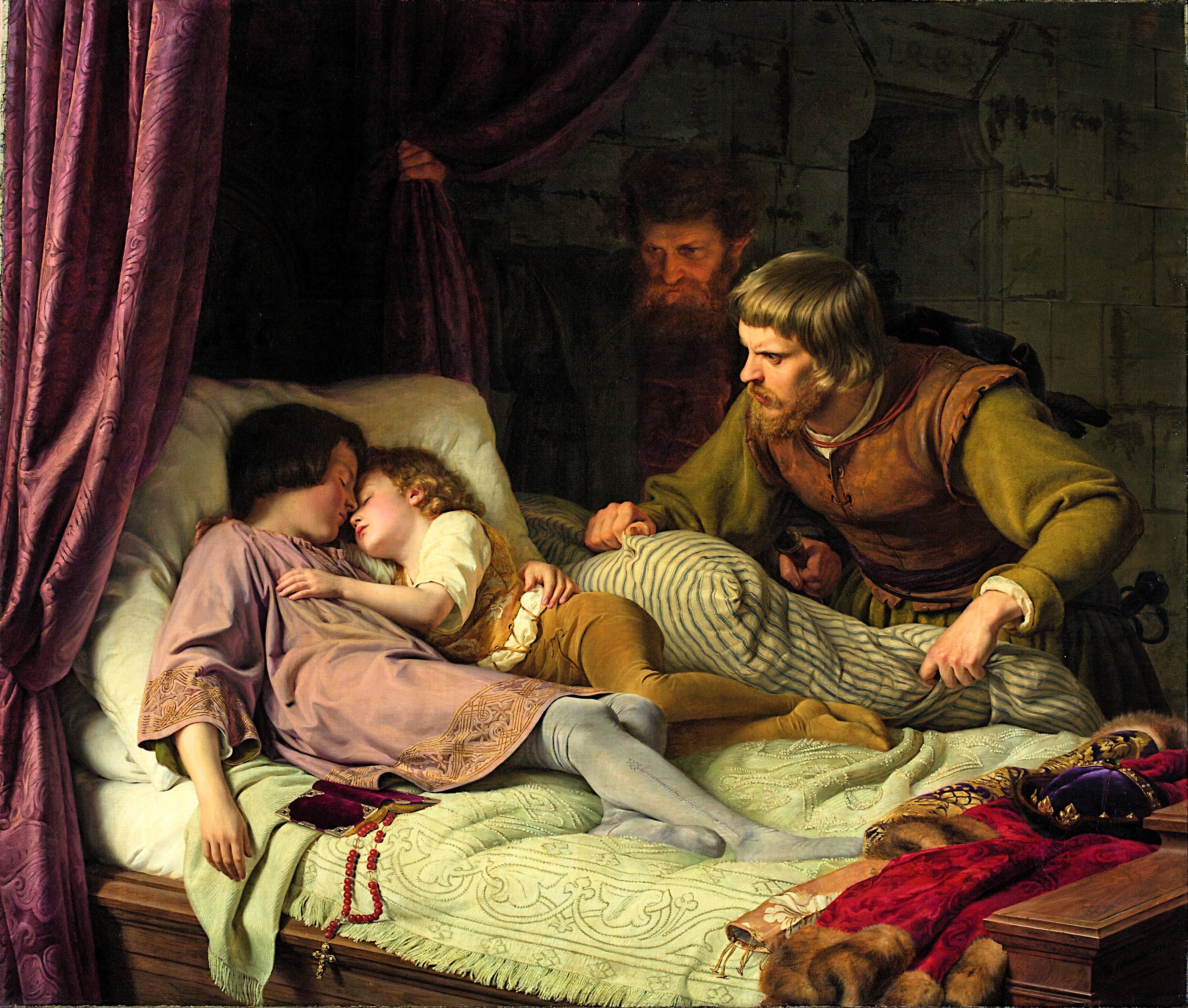
Die Ermordung der Söhne Eduards IV., 1835 – Als Mörder am Bette der Prinzen stand Hildebrandts Schüler und Freund Paul Joseph Kiederich Modell.

Nachdem er im Jahr 1832 mit seinem historistischen Genrebild Der Krieger und sein Kind bereits einige Bekanntheit erlangt hatte, schaffte er 1835 mit dem Historiengemälde Die Ermordung der Söhne Eduards IV. seinen künstlerischen Durchbruch. Es veranschaulicht die entsprechende Handlung im Drama Richard III. von William Shakespeare. Angeregt wurde es durch das 1830 entstandene und sich dem gleichen Thema widmende Bild Die Söhne Eduards IV. von Paul Delaroche. Zum Studium dieses Bildes war Hildebrandt 1830 eigens nach Paris gereist. Die größere Version kam in die von Spiegel’sche Sammlung auf Schloss Seggerde, die kleinere in die Sammlung von Graf Atanazy Raczyński nach Berlin. Bekannt wurde dieses Werk ferner durch Reproduktionsgrafik, etwa den Kupferstich von Friedrich Knolle.
Alle diese Bilder zeigen bereits den Einfluss der 1829 von ihm zum ersten Mal bereisten Niederlande und der Schule Gustave Wappers’ – weniger die Eindrücke seiner italienischen Reise (1830–1831), welche seine realistische Tendenz nicht zu beeinflussen vermochten.
Friedrich von Uechtritz urteilte über das Gemälde Die Ermordung der Söhne Eduards IV. im Jahr 1840: „Doch vor Allem müssen die beiden Prinzen auf den Söhnen Eduards und besonders der jüngere als ein Meisterwerk in Auffassung und Ausführung gerühmt werden, meint man doch, den leisen, reinen und frischen Hauch des schlummernden Kindes zu fühlen, den feuchten Duft des Schlummers aus den Poren der höher gefärbten Wangen steigen zu sehn. […]“
Das Merkmal der sentimentalen und idyllischen Umdeutung einer Mordhandlung im Charakter des Bildes übersehend lobte die zeitgenössische Kritik die „lebensgleiche“ Malerei „täuschender Wahrheit“ im „holdseligen“ Ausdruck der schlafenden Kinder. In diesem Sinn gehört Hildebrandt zu den ersten Bahnbrechern der realistischen Richtung in Düsseldorf und hat durch seine geschmackvolle Sicherheit in der Wiedergabe der Natur, namentlich im Bildnis, ebenso große Verdienste wie durch sein Kompositionstalent in Historienbildern dramatischen Inhalts.

## Werke (Auswahl)
Historienmalerei
- Faust in der Höhle.
- Gretchen im Kerker, 1825

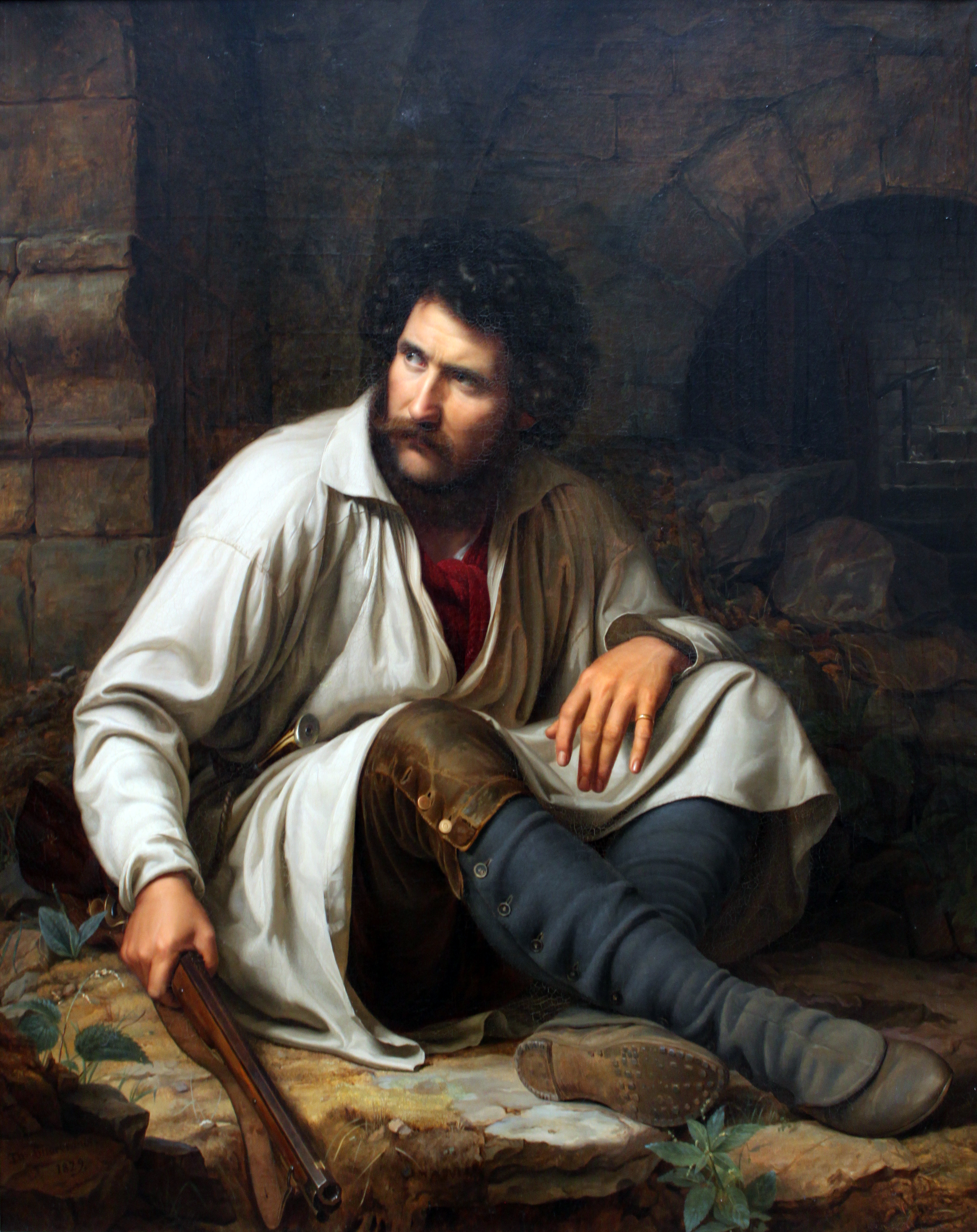
Der Räuber, 1829, Alte Nationalgalerie, Berlin – Die hier dargestellte Figur wurde angeregt durch den „edlen Räuber“ Karl Moor in Friedrich Schillers Drama Die Räuber. Sie steht im Kontext einer Vielzahl weiterer Darstellungen zum Räubermotiv in der Zeit der Romantik.

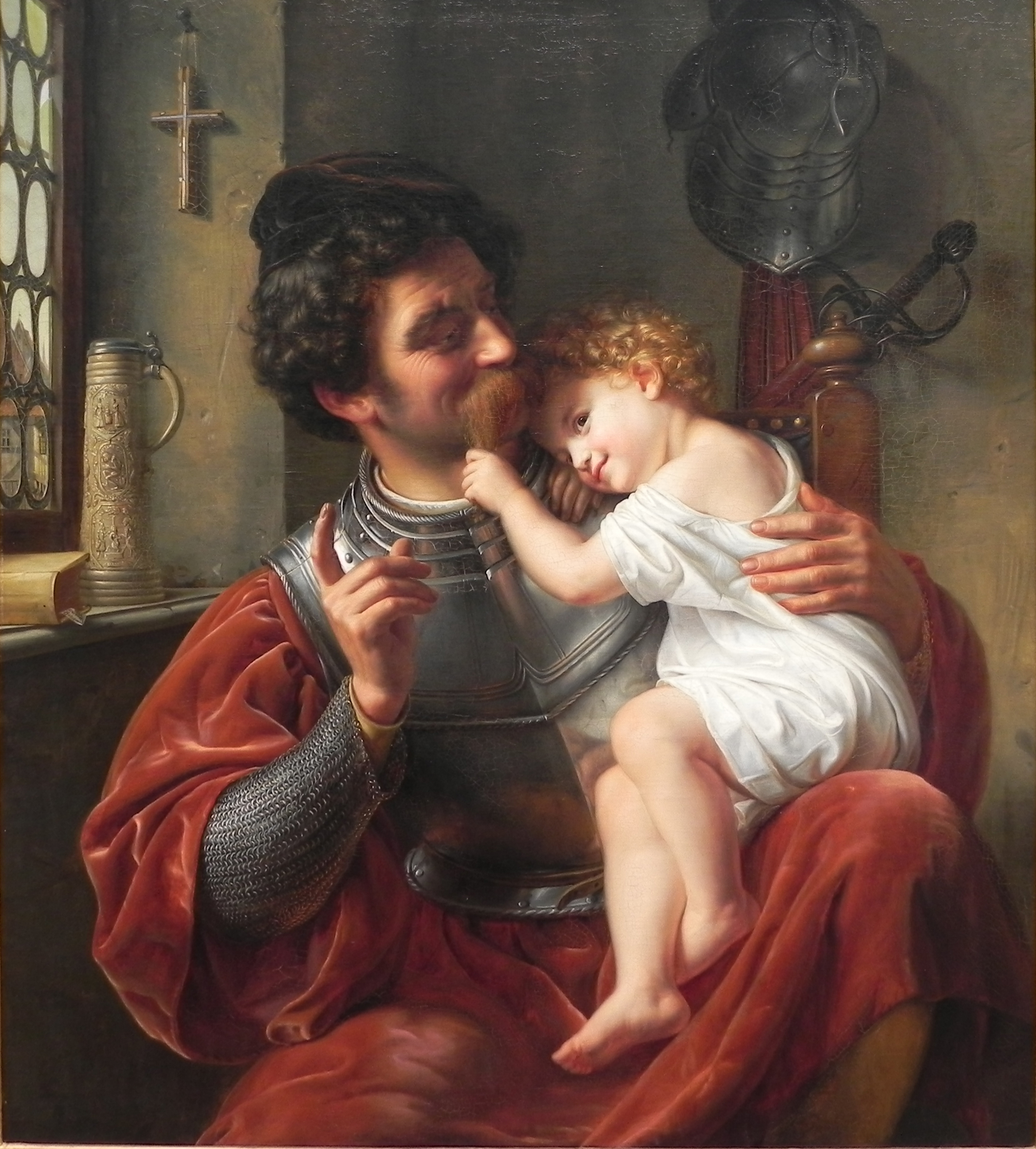
Der Krieger und sein Kind, 1832, Alte Nationalgalerie, Berlin

- König Lear, um Kordelia trauernd, 1826 (sein Freund Ludwig Devrient saß ihm dafür Modell)
- Romeo und Julia, 1827
- Chlorinde, 1828
- Der Räuber, 1829
- Judith, im Begriff, den Holofernes zu töten, 1830
- Der Krieger und sein Kind, 1832 (bekannt durch Eduard Mandels Kupferstich, Nationalgalerie zu Berlin)
- Die Märchenerzählerin
- Der kranke Ratsherr, 1834
- Die Ermordung der Söhne Eduards IV., 1835
- Vier singende Chorknaben
- Der Weihnachtsabend, 1840
- Empfang des Kardinals Wolsey im Kloster, 1842
- Doge und Tochter, 1843
- Judith, 1844
- Die brieflesende Italienerin, 1845
- Othello und Desdemona, 1847
- Julia, den Schlaftrunk nehmend, 1853
- Arthur und de Burgh aus „König Johann“, 1855
- Kordelia, den Brief an Kent lesend

Porträtmalerei
- Prinz Friedrich von Preußen
- Prinzessin Albrecht von Preußen
- Prinzessin Luise von Preußen mit den Söhnen Georg und Alexander auf Burg Rheinstein, 1829 (im Stadtmuseum Düsseldorf)
- Prinz Georg von Preußen
- Gerhardt Wilhelm von Reutern, 1838
- Staatsrat von Shukowskij
- Graf Anton von Stolberg-Wernigerode
- Minister von der Heydt
- Johann Wilhelm Colsman (Seidenfabrikant, 1800–1856) und Emilie Colsman geb. Bleckmann (1801–1886), 1853
- Friedrich August Feldhoff (Seidenbandfabrikant, 1801–1873) und Theodore Feldhoff geb. Kalkhoff (1801–1893), 1853
- Peter Dietrich Conze (Seidenfabrikant, 1783–1861) und Sophia Conze geb. Waldhausen (1793–1888), 1853
- Prinz Georg von Preußen
- Baron Wappers

### Illustrationen (Auswahl)
- In: Friedrich Bodenstedt (Hrsg.): Album deutscher Kunst und Dichtung. Mit Holzschnitten nach Originalzeichnungen der Künstler, ausgeführt von R. Brend'amour. Grote, Berlin 1867 urn:nbn:de:hbz:061:2-184.
- In: Robert Reinick: Lieder eines Malers mit Randzeichnungen seiner Freunde. zwischen 1836 und 1852.
  - Lieder eines Malers mit Randzeichnungen seiner Freunde. Schulgen-Bettendorff, Düsseldorf 1836, Probedruck. urn:nbn:de:hbz:061:2-2196
  - Lieder eines Malers mit Randzeichnungen seiner Freunde. Schulgen-Bettendorff, Düsseldorf 1838, farbige Mappen-Ausgabe. urn:nbn:de:hbz:061:2-18668
  - Lieder eines Malers mit Randzeichnungen seiner Freunde. Schulgen-Bettendorff, Düsseldorf 1838. urn:nbn:de:hbz:061:2-18244
  - Lieder eines Malers mit Randzeichnungen seiner Freunde. Buddeus, Düsseldorf zw. 1839 und 1846. urn:nbn:de:hbz:061:2-84
  - Lieder eines Malers mit Randzeichnungen seiner Freunde. Vogel, Leipzig ca. 1852. urn:nbn:de:hbz:061:2-18254
- „Blabs obtusa Sturm“ (abgestumpfter Trauerkäfer/Totenkäfer)[7]